# Georg Green

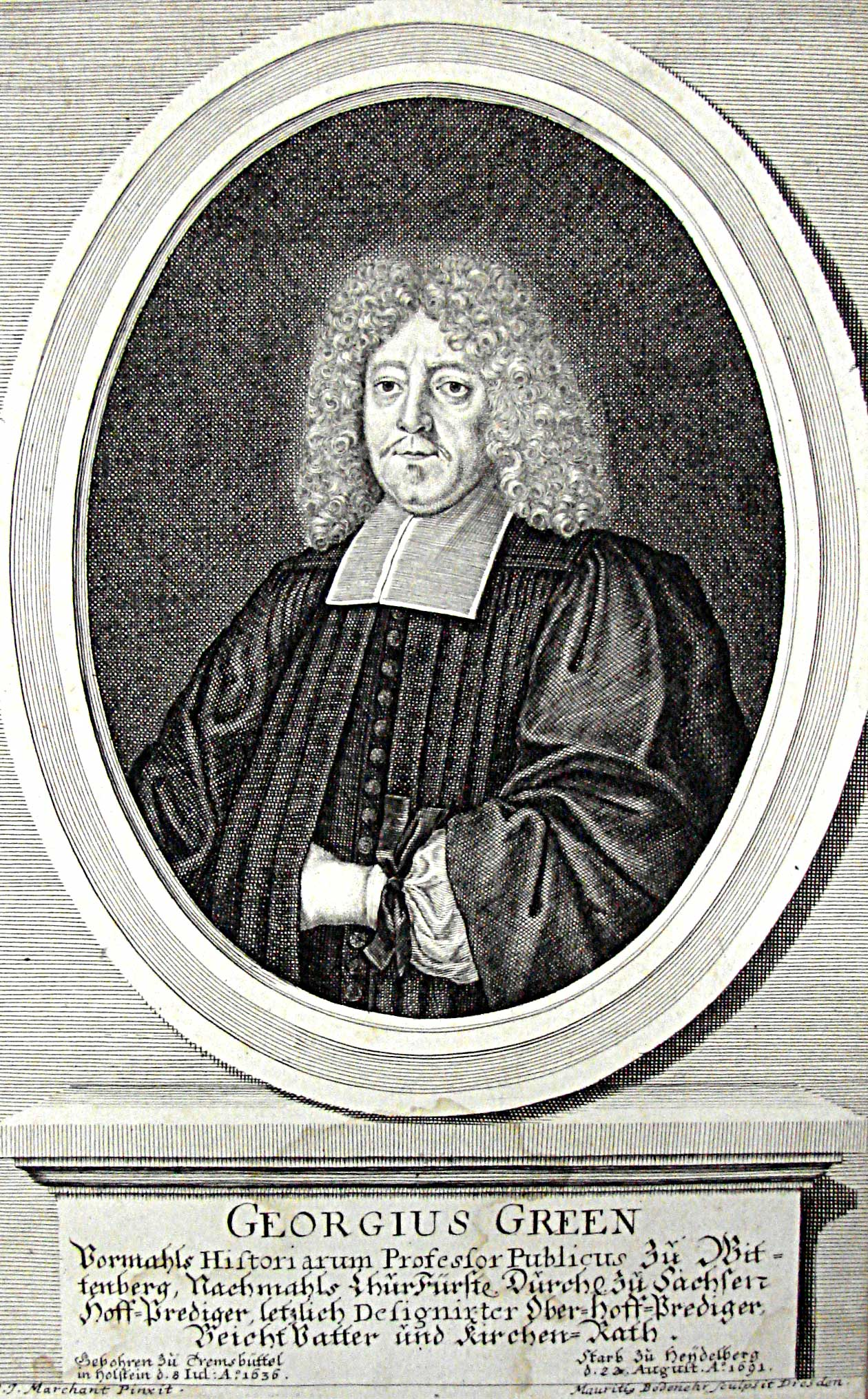
Georg Green

Georg Green, lateinisch Georgius Greenius (* 8. Juli 1636 in Tremsbüttel; † 22. August 1691 in Heidelberg) war ein deutscher lutherischer Theologe, Poet und Historiker.

## Leben
Georg Green wurde als Sohn des Amtsschreibers Michael Green geboren. Er immatrikulierte sich am 17. April 1654 an der Universität Wittenberg und erwarb dort an der philosophischen Fakultät am 25. April 1661 den akademischen Magistergrad. In Wittenberg hatte er bei August Buchner die Rhetorik und bei Reinhold Frankenberger die Historie erlernt. Er wendete sich im Anschluss an die Universität Leipzig, um ein Theologiestudium fortzuführen.
Den Sitten der Zeit entsprechend, unternahm er eine Studienreise, die ihn zunächst an die Universität Straßburg führte. Ende 1662 ging er nach Holland, wo er Leiden und Utrecht, Groningen und Franeker besuchte. Von dort begab er sich nach England, wo er Oxford besuchte. Als Hofmeister eines Lübecker Studenten kam er nach Rostock, Greifswald und Helmstedt. 1667 kehrte er zurück nach Wittenberg und bewarb sich beim Kurfürsten Johann Georg II. von Sachsen 1668 um eine Professur für Dichtkunst, obwohl er sich wesentlich mehr zu der römischen Geschichte und zur Theologie hingezogen fühlte. 1670, als Aegidius Strauch sich von der Professur der Geschichte zurückgezogen hatte, wechselte er auf diese hinüber und konnte sich so statt der 175 Gulden Besoldung für die Poetische Professur nun über 200 Gulden als Salär erfreuen.
Dennoch sollte sich bald sein Wunsch erfüllen, sich der Theologie widmen zu können. 1678 berief ihn der Kurfürst als untersten Hofprediger nach Dresden. Als 1680 Johann Georg III. von Sachsen Kurfürst wurde, erhob er Green 1681 zum mittleren Hofprediger. Es war Teil seines Dienstauftrags, seinen Dienstherrn auf Reisen und Feldzügen zu begleiten. So war er in Wien gegen die Türken dabei. Aufgrund dessen, dass er seinem Dienstherrn eng zur Seite stand, und dabei die angebotene Hamburger Superintendentur, die angebotene theologische Professur und damit verbundene Generalsuperintendentur in Wittenberg, eine Stelle am Hof in Gotha und Zerbst ausgeschlagen hatte, wurde er 1691 zum Oberhofprediger und Oberkonsistorialrat in Dresden bestellt. Als sein Dienstherr sich im Pfälzer Erbfolgekrieg gegen Ludwig XIV. beteiligte, verstarb Green im Feldlager am Rhein an einer in der Armee ausgebrochenen Seuche.

## Genealogie
Green heiratete am 3. Februar 1669 in Wittenberg Catharina Rebekka, die Tochter des Superintendenten von Torgau Wolfgang Ernst Tünzel. Sie starb aber bereits im zweiten Ehejahr, bei der Geburt der Tochter Christina Margaretha.
Daraufhin heiratete er am 4. Februar 1673 in Wittenberg Ursula Dorothea, die Tochter des Professors der Theologie und Superintendenten von Leipzig Elias Siegesmund Reinhard. Aus dieser Ehe gingen sieben Kinder, vier Söhne und drei Töchter, hervor. Bekannt sind:
1. Georg Sigismund Green der Ältere (1673–1734), deutscher lutherischer Theologe
2. Dorothea Elisabeth (* 15. Oktober 1675 in Wittenberg; † 10. Juli 1698), heiratete 1692 den Pfarrer Johann Gottlieb Lucius (1665–1722)
3. Johann Heinrich Green (* 19. August 1677 in Wittenberg; † 1719)
4. Michael Gottlieb Green († früh)
5. Gotthelf Friedrich Green
6. Johann Sophia († früh)
7. Christiane Margaretha (* um 1680; † 1742), heiratete 1697 den Dresdner Hofprediger Johann Andreas Gleich

## Schriften
- Dispositio politica de distributione subditorum in certas classes, de collegio in genere .... Fincel, Wittenberg 1661. (Digitalisat)
- Contra Hug. Grotii corruptealas diuino codici adiectas. Wittenberg 1661.
- Dissertationes II. Wittenberg 1661.
- Dissertatio historica prior de Sibyllis. (Resp. Caspar Cratz) Liberhirt, Wittenberg 1661. (Digitalisat)
- Dissertatio Historica Posterior De Sibyllis. (Resp. Caspar Cratz) Liberhirt, Wittenberg 1661. (Digitalisat)
- Miscellanea historica. Wittenberg 1661.
- De rusticatione et villis veterum commentariolus. Kirchner, Leipzig 1667. (Digitalisat)
- de Morum et Ingeniorum. Leipzig 1667.
- Varictata. Leipzig 1667.
- Paneg. In Jo. Er. Ostermann. Wittenberg 1669.
- Disp. De Carolo V. Wittenberg 1671.
- Enneas animadversionum in diversa baronianorum annalium loca. (Resp. Johann Dicmann) Schmatz, Wittenberg 1671.
- Ex historia civili de republica Veneta. (Resp. Johann Adolph Kirchbach) Hake, Wittenberg 1672. (Digitalisat)
- Dissertatio Historica De Ecclesia Bohemica. (Resp. Johannes Schars) Haken, Wittenberg 1673. (Digitalisat)
- Prog. De Pyrrhonis Scepticismo. Wittenberg 1674.
- Theses Hist. De sacris paschalibus, ibid eod. De sacris Quadragesimae, ib. Cod. Theses Hist. Var. Wittenberg 1675.